# Pavel Francírek
Pavel Francírek (* 28. dubna 1975), známý též jako Franci, je český programátor.
Společně s programátorem Martinem Michale naprogramovali systémy Xko a Xchat.cz, které postupně přešly pod jiné majitele a provozovatele. Do srpna 2006 pracoval ve firmě Seznam.cz, kde byl od začátku vedoucím vývoje systému Lidé.cz a souvisejících služeb. Měl tedy rozhodující vliv na počátky vývoje všech tří nejdůležitějších chatovacích českých serverů. Pavel Francírek programuje, provozuje a vlastní systém Toplist.cz pro měření návštěvnosti webových serverů. Od konce roku 2006 se podílí na vývoji Stream.cz.